# 山姆·勒納
山姆·勒納（英語：Sam Lerner，1992年9月27日—）是美國的一名演員。他出演的首部電影作品是2006年獲得奧斯卡提名的電影怪怪屋。